# Jimi Manuwa
Jimi Manuwa (ur. 18 lutego 1980 w Sacramento) – brytyjski zawodnik mieszanych sztuk walki w wadze półciężkiej. Były mistrz brytyjskiej organizacji Ultimate Challenge MMA w wadze półciężkiej (2009–2011). Od 2012 występuje w największej organizacji MMA na świecie UFC.

## Wczesne życie
Manuwa urodził się w Kalifornii i mieszkał tam do trzeciego roku życia, kiedy to jego ojciec przeniósł rodzinę z powrotem do Nigerii. W wieku dziesięciu lat przeniósł się do Londynu, do Anglii. Jako nastolatek popadł w kłopoty i nie ukończył szkoły. Po skazaniu za konspirację włamania, w 2002 roku trafił do więzienia, z którego wyszedł w 2003 roku.

## Osiągnięcia

### Mieszane sztuki walki:
- 2009–2011: mistrz Ultimate Challenge MMA w wadze półciężkiej

## Lista walk w MMA
| Wynik     | Bilans | Przeciwnik                  | Rozstrzygnięcie                          | Runda | Czas | Rozgrywki                              | Data       | Miejsce    | Uwagi                                                           |
| --------- | ------ | --------------------------- | ---------------------------------------- | ----- | ---- | -------------------------------------- | ---------- | ---------- | --------------------------------------------------------------- |
| Przegrana | 17-6   | Aleksandar Rakić (11-1)     | KO (wysokie kopnięcie)                   | 1     | 0:42 | UFC on ESPN+ 10: Gustafsson vs. Smith  | 01.06.2019 | Sztokholm  | Co-Main Event                                                   |
| Przegrana | 17-5   | Thiago Santos (19-6)        | KO (ciosy pięściami)                     | 2     | 0:41 | UFC 231                                | 06.12.2018 | Toronto    |                                                                 |
| Przegrana | 17-4   | Jan Błachowicz (21-7)       | Decyzja (jednogłośna)                    | 3     | 5:00 | UFC Fight Night: Werdum vs. Volkov     | 17.03.2018 | Londyn     | Bonus za walkę wieczoru, Co-Main Event                          |
| Przegrana | 17-3   | Volkan Oezdemir (14-1)      | KO (ciosy pięściami)                     | 1     | 0:42 | UFC 214                                | 29.07.2017 | Anaheim    | Eliminator do pojedynku o pas mistrzowski kategorii połciężkiej |
| Wygrana   | 17-2   | Corey Anderson (9-2)        | TKO (ciosy pięściami)                    | 1     | 3:05 | UFC Fight Night: Manuwa vs. Anderson   | 18.03.2017 | Londyn     | Bonus za występ wieczoru, Main Event                            |
| Wygrana   | 16-2   | Ovince Saint Preux (19-8)   | KO (ciosy pięściami)                     | 2     | 2:38 | UFC 204: Bisping vs. Henderson 2       | 08.10.2016 | Manchester | Bonus za występ wieczoru                                        |
| Przegrana | 15-2   | Anthony Johnson (19-5)      | KO (ciosy pięściami)                     | 2     | 0:28 | UFC 191                                | 05.09.2015 | Las Vegas  |                                                                 |
| Wygrana   | 15-1   | Jan Błachowicz (18-3)       | Decyzja (jednogłośna)                    | 3     | 5:00 | UFC Fight Night: Gonzaga vs Cro Cop 2  | 11.04.2015 | Kraków     |                                                                 |
| Przegrana | 14-1   | Alexander Gustafsson (15-2) | TKO (łokcie i ciosy pięściami)           | 2     | 1:18 | UFC Fight Night: Gustafsson vs. Manuwa | 08.03.2014 | Londyn     | Bonus za walkę wieczoru                                         |
| Wygrana   | 14-0   | Ryan Jimmo (18-2)           | TKO (kontuzja nogi)                      | 2     | 4:41 | UFC Fight Night: Machida vs. Muñoz     | 26.10.2013 | Manchester |                                                                 |
| Wygrana   | 13-0   | Cyrille Diabaté (19-8-1)    | TKO (kontuzja nogi)                      | 1     | 5:00 | UFC on Fuel TV: Barão vs. McDonald     | 16.02.2013 | Londyn     |                                                                 |
| Wygrana   | 12-0   | Kyle Kingsbury (11-4)       | TKO (przerwanie przez lekarza)           | 2     | 5:00 | UFC on Fuel TV: Struve vs. Miocic      | 29.09.2012 | Nottingham | Debiut w UFC                                                    |
| Wygrana   | 11-0   | Antony Rea (22-13)          | TKO (niezdolność do kontynuowania walki) | 1     | 5:00 | BAMMA 8: Manuwa vs. Rea                | 10.12.2011 | Nottingham |                                                                 |
| Wygrana   | 10-0   | Nick Chapman (3-0)          | TKO (kolano w stójce)                    | 1     | 2:14 | UCMMA 24                               | 22.10.2011 | Londyn     | Obronił pas mistrza Ultimate Challenge MMA w wadze półciężkiej  |
| Wygrana   | 9-0    | Valentino Petrescu (8-0)    | KO (ciosy pięściami)                     | 1     | 3:08 | UCMMA 14: Invincible                   | 07.08.2010 | Londyn     | Obronił pas mistrza Ultimate Challenge MMA w wadze półciężkiej  |
| Wygrana   | 8-0    | Reza Meldavian (3-2)        | TKO (ciosy pięściami)                    | 1     | 3:19 | UCMMA 12: Never Back Down              | 08.05.2010 | Londyn     | Obronił pas mistrza Ultimate Challenge MMA w wadze półciężkiej  |
| Wygrana   | 7-0    | Shaun Lomas (4-6)           | TKO (ciosy pięściami)                    | 1     | 3:58 | UCMMA 9: Fighting for Heroes           | 05.12.2009 | Londyn     | Obronił pas mistrza Ultimate Challenge MMA w wadze półciężkiej  |
| Wygrana   | 6-0    | Luke Blythe (3-2)           | KO (ciosy pięściami)                     | 2     | 4:22 | UCMMA 6: Payback                       | 22.08.2009 | Londyn     | Obronił pas mistrza Ultimate Challenge MMA w wadze półciężkiej  |
| Wygrana   | 5-0    | Ryan Robinson (6-6-1)       | TKO (ciosy pięściami)                    | 1     | 2:03 | UCMMA 4: Relentless                    | 09.05.2009 | Londyn     | Zdobył pas mistrza Ultimate Challenge MMA w wadze półciężkiej   |
| Wygrana   | 4-0    | Jamie Hearn (1-0)           | Poddanie (duszenie gilotynowe)           | 1     | 1:49 | UCMMA 2: Unbreakable                   | 07.02.2009 | Londyn     |                                                                 |
| Wygrana   | 3-0    | Chris Greig (3-2)           | TKO (ciosy pięściami)                    | 2     | 1:35 | UCMMA 1                                | 03.12.2008 | Londyn     |                                                                 |
| Wygrana   | 2-0    | Dave Rintoul (0-0)          | TKO (ciosy pięściami)                    | 1     | 3:10 | FX3 9                                  | 13.09.2008 | Reading    |                                                                 |
| Wygrana   | 1-0    | Tom King (0-0)              | TKO (ciosy pięściami)                    | 1     | 4:25 | FCFN 8                                 | 26.07.2008 | Portsmouth | Debiut w MMA                                                    |